# Ao Vivo em Goiânia (álbum de Gabriel Gava)
Ao Vivo em Goiânia é o primeiro álbum ao vivo do cantor sertanejo Gabriel Gava, lançado em 2013 pela Som Livre.

## Gravação
O show de gravação aconteceu no Atlanta Music Hall em Goiânia, no dia 27 de outubro de 2012. Gabriel contou que a produção contou com 300 toneladas de equipamentos de som, luz e estrutura e uma passarela em frente ao palco com as iniciais do nome do cantor. Além disso, Gabriel contou com um grupo de bailarinas, todas diretamente do palco do Domingão do Faustão. A escolha de não ter participações especiais na gravação do DVD foi uma opção do próprio Gabriel Gava.

## Faixas
| N.º | Título                | Compositor(es)                                                 | Duração |  |
| 1.  | "Fiorino"             | Bruno Caliman                                                  | 3:16    |  |
| 2.  | "Vou Sair de Kombi"   | Danillo Caetano/Marcelo Buxo/Wellvis Ellan                     | 3:09    |  |
| 3.  | "E Tome Amor"         | Ademilson Gomes                                                | 3:30    |  |
| 4.  | "Vai Esperar"         | Zé Maria/Renato Moreno                                         | 3:25    |  |
| 5.  | "Vai Bonitinha"       | Márcia Araújo/Bruno Caliman                                    | 2:32    |  |
| 6.  | "Pagando Promessa"    | Jorge Henrique                                                 | 3:05    |  |
| 7.  | "Papapapow"           | Bruno Caliman                                                  | 2:01    |  |
| 8.  | "Não Tô A Fim"        | Everton Matos/Diego Ferreira/Helton Lima                       | 2:54    |  |
| 9.  | "Máquina do Amor"     | Bruno Caliman                                                  | 2:56    |  |
| 10. | "Correio"             | Bruno Caliman, Matheus Santos                                  | 2:44    |  |
| 11. | "Bala na Boquinha"    | Márcia Araújo/Bruno Caliman                                    | 2:43    |  |
| 12. | "Falso Amor"          | Luciano Oliveira/Henrique Pinheiro/Demis Ferreira/Saymon Silva | 3:16    |  |
| 13. | "Carrossel da Birita" | Márcia Araújo/Bruno Caliman                                    | 1:49    |  |
| 14. | "Eu Tô Doidinho"      | Henrique Pinheiro/André Mineiro                                | 2:39    |  |

| DVD |                              |         |  |
| N.º | Título                       | Duração |  |
| 1.  | "Fiorino"                    |         |  |
| 2.  | "E Tome Amor"                |         |  |
| 3.  | "Papapapow"                  |         |  |
| 4.  | "Vai Esperar"                |         |  |
| 5.  | "Vai Bonitinha"              |         |  |
| 6.  | "Vou Sair de Kombi"          |         |  |
| 7.  | "Pagando Promessa"           |         |  |
| 8.  | "Eu Tô Doidinho"             |         |  |
| 9.  | "Não Tô A Fim"               |         |  |
| 10. | "Correio"                    |         |  |
| 11. | "Máquina do Amor"            |         |  |
| 12. | "Se Eu Não Lembro Não Fiz"   |         |  |
| 13. | "Piririm Pom Pom"            |         |  |
| 14. | "Teatro"                     |         |  |
| 15. | "Carrossel da Birita"        |         |  |
| 16. | "Pra Te Amar"                |         |  |
| 17. | "Falso Amor"                 |         |  |
| 18. | "Bala na Boquinha"           |         |  |
| 19. | "Tunz Tunz (Eletro Arrocha)" |         |  |